# Maubec (Vaucluse)
Maubec település Franciaországban, Vaucluse megyében. Lakosainak száma 1915 fő (2022. január 1.). Maubec Cabrières-d’Avignon, Cheval-Blanc, Oppède és Robion községekkel határos.

## Népesség
A település népességének változása:
| Lakosok száma | 1864 | 1898 | 1962 | 1930 | 1933 | 1920 | 1914 | 1914 | 1915 |
|               | 2013 | 2015 | 2016 | 2017 | 2018 | 2019 | 2020 | 2021 | 2022 |